# بن سیلورمن
بن سیلورمن (انگلیسی: Ben Silverman؛ زادهٔ ۱۵ اوت ۱۹۷۰) مدیر اجرایی تولید، و تهیه‌کننده تلویزیونی اهل ایالات متحده آمریکا است.او همچنین رئیس هیئت مدیره شرکت تولیدی پروپاگات نیز می‌باشد.
از سال ۲۰۰۷ تا ۲۰۰۹ او به عنوان کمک‌مدیر شرکت یونیورسال تله‌ویژن خدمت می‌کرد.او همچنین کارگردان مجموعه‌هایی مانند زنان قاتل، اداره ، جین باکره ، بتی بی‌ریخته ، مارکو پولو و تودورها بود.